# 3639 Weidenschilling
3639 Weidenschilling (1985 TX) là một tiểu hành tinh vành đai chính được phát hiện ngày 15 tháng 10 năm 1985 bởi E. Bowell ở Flagstaff (AM). Nó được đặt theo tên Dr. Stuart J. Weidenschilling of the Planetary Science Institute.